# Havaika canosa
Havaika canosa là một loài nhện trong họ Salticidae. Loài này được phát hiện ở Hawaii.